# Wulingyuan
Regió d'interès panoràmic i històric Wulingyuan (xinès: 武陵源, pinyin: Wǔlíng iuans) està inscrit a la llista del Patrimoni de la Humanitat de la UNESCO des del 1992 a la província de Hunan, Xina. Les muntanyes Wuling ocupen la major part d'aquesta regió.
Destaca pels més de 3.000 pilars de pedra arenisca de quarsita i pics en la major part del lloc, molts d'ells de més de 200 metres d'altura, juntament amb molts barrancs i gorges amb atractius rierols, piscines i cascades. Compta amb 40 coves, moltes d'elles amb grans dipòsits de calcita, i dos ponts naturals, el Xianrenqiao (Pont dels immortals) i Tianqiashengkong (pont a través del cel).